# Ángeles e insectos
Ángeles e insectos es una película de 1995, dirigida por el estadounidense Philip Haas. El guion de este drama-romance fue escrito por Haas y su esposa, y está basada en la novela corta Morpho Eugenia, incluida en el libro Angels and Insects (1992), de A. S. Byatt.
En la película se trata tanto la ciencia y la religión, desde los distintos puntos de vista de la época, como el amor y la familia; cuenta una historia, al mismo tiempo retratando la vida. 

## Trama
William Adamson, un humilde naturalista, regresa a la Inglaterra victoriana, después de su expedición al Amazonas. William no posee nada, al haberlo perdido todo en un naufragio. Aun así, consigue la amistad de Sir Harald Alabaster, quien también está interesado en la botánica y la biología. Sir Harald contrata al señor Adamson para clasificar su colección; y enseñar las ciencias naturales a sus hijas más jóvenes, junto con su tutora actual, la señorita Crompton.
Él se enamora de Eugenia, hija de Sir Harald, que se encuentra aún de luto por el suicidio de su antiguo marido. El amor surge entre ellos, y se casan con la aprobación del señor Alabaster. Eugenia habría de tener cinco hijos, sin ningún parecido a su padre; al primer varón insiste en llamarlo Edgar, como su hermano, quien se mostraría siempre recio hacia William.
A lo largo de esta parte, Adamson se dedicó a estudiar una colonia de hormigas, junto con la señorita Crompton y otros miembros de la casa. Escribe un libro acerca de sus observaciones, y es en ese momento cuando comienza a fijarse en aquella otra persona también fascinada por la biología, por aquella mujer culta e instruida que le hace compañía y ayuda.
Un día, durante una excursión de caza, un joven sirviente insta al profesor a ir a ver su esposa. Éste la descubre con su hermano, Edgar (incesto). Ella confiesa llevar años con esta relación, y que ésta habría sido la razón por la que su esposo se quitara la vida: "Aun si tú puedes vivir con ello, yo no puedo...". William decide dejar a Eugenia, y a los hijos que nunca habrían sido suyos, sin revelar el secreto, ya que eso "sólo habría de destruir a quien lo supiera".
La señorita Crompton termina develando sus sentimientos hacia él, ofreciéndole una salida para los dos: salir hacia el Amazonas, lejos de ese mundo que tan sólo representaba un "anacronismo".

## Reparto
- Mark Rylance - William Adamson
- Kristin Scott Thomas - Matilde Crompton
- Patsy Kensit - Eugenia Alabaster Adamson
- Jeremy Kemp - Sir Harald Alabaster
- Douglas Henshall - Edgar Alabaster
- Annette Badland - Lady Alabaster
- Chris Larkin - Robin
- Anna Massey - Miss Mead
- Saskia Wickham - Rowena Alabaster
- Lindsay Thomas - Lady Alabaster's Maid
- Michelle Sylvester - Margaret Alabaster
- Clare Lovell - Elaine Alabaster
- Jenny Lovell - Edith Alabaster
- Oona Haas - Alice Alabaster
- Angus Hodder - Guy Alabaster

## Galardones
- Nominación al Premio Óscar (1997) por Mejor diseño de vestuario (Paul Brown).
- Seleccionada por el Festival de Cannes (1995), a la Palma de oro por mejor director (Philip Haas).[1]
- Nominación al Premio Chlotrudis (1997), por mejor actriz de reparto (Kristin Scott Thomas).
- Nominación al Evening Standard Premio británico de cine (1996) por mejor actriz (Kristin Scott Thomas).